# Engin Can Aksoy
Engin Can Aksoy (* 14. November 2003 in Bakırköy) ist ein türkischer Fußballspieler.

## Karriere
Aksoy spielte in den Jugendvereine von Bağcilar Eğitimspor, Bağcılar İstoçspor, Bağcılar SK und Hatayspor. Sein Profidebüt gab er am 22. Mai 2022 bei Hatayspor beim 4:1-Sieg der Süper Lig gegen Giresunspor. Am 23. Februar 2023 wechselte er als Leihspieler zu Eyüpspor in die TFF 1. Lig.